# Schizoprymnus azerbajdzhanicus
Schizoprymnus azerbajdzhanicus är en stekelart som först beskrevs av Abdinbekova 1967.  Schizoprymnus azerbajdzhanicus ingår i släktet Schizoprymnus och familjen bracksteklar. Inga underarter finns listade i Catalogue of Life.